# О’Мэлли, Ник
Николас Эдвард О’Мэлли (род. 5 июля 1985, Шеффилд, Йоркшир и Хамбер) — британский музыкант, бас-гитарист британской инди-рок группы Arctic Monkeys из Шеффилда, Англия.

## Биография
О’Мэлли изначально заменял Энди Николсона, когда было объявлено, что последний не будет выступать вместе с группой в туре по Северной Америке в мае 2006. В интервью О’Мэлли сказал, что выучил все басовые партии всего дебютного альбома в течение двух дней, тогда он «почти даже не выходил из дома». Впервые он самостоятельно принял участие в записи сингла «Leave Before the Lights Come On».
Первое выступление с группой произошло 25 мая, когда группа секретно выступила в пабе «Old Blue Last» в Восточном Лондоне. Вместимость 120 мест рассматривалась как возможность для О’Мэлли показать себя перед первым концертом группы в Северной Америке в Ванкувере 27 мая и на фестивале, где предполагалось от 15 до 20 тысяч человек.
О’Мэлли сломал руку после пьяной выходки вместе со своими друзьями по группе Dodgems через неделю после соглашения заменять Николсона — «Когда мы шли домой из паба, наш фанат (Адам Гест) схватил его (О’Мэлли) и перекинул через забор соседей. Забор довольно высокий, и Ник приземлился на правую руку.» — певец Dodgems Филипп Гудвин был процитирован на сайте Angry Ape. Однако, несмотря на травму, он был в состоянии играть партии и присоединился к группе в их успешном туре.
Позже он стал постоянным членом группы.